# ACN Agencia Carabobena de Noticias
1. REDIRECCIÓN Agencia Carabobeña de Noticias